# Xishan (Kunming)
Xishan léase Si-Shán (en chino:西山区, pinyin:Xīshān qū, lit: monte occidente) es un distrito urbano bajo la administración directa de la ciudad-prefectura de Kunming. Se ubica al este de la provincia de Yunnan, sur de la República Popular China. Su área es de 791 km² y su población total para 2010 fue +700 mil habitantes.

## Administración
El distrito de Xishan se divide en 10 pueblos que se administran en subdistritos.